# Nureyuku Shishōsetsu
Nureyuku Shishōsetsu (濡れゆく私小説?) è il quinto album per major label e sesto in totale degli indigo la End, pubblicato il 9 ottobre 2019 da TACO RECORDS.

## Tracce
Testi e musiche di Enon Kawatani.
1. 花傘 (Hanagasa?)[1][2] – 4:40
2. 心の実 (Kokoro no mi?) – 4:02
3. はにかんでしまった夏 (Hanikande shimatta natsu?) – 3:52
4. 小粋なバイバイ (Koikina baibai?)[3] – 3:41
5. 通り恋 (Tōri koi?)[4][5][6] – 3:55
6. ほころびごっこ (Hokorobi-gokko?)[7] – 4:50
7. ラッパーの涙 (Rappā no namida?) – 3:38
8. 砂に紛れて (Suna ni magirete?) – 3:58
9. 秋雨の降り方がいじらしい (Akisame no ori-kata ga ijirashī?) – 4:01
10. Midnight indigo love story – 2:24
11. 結び様 (Musubi-sama?)[8] – 4:28